# Wiktor Baszkirow
Wiktor Andriejewicz Baszkirow (ros. Виктор Андреевич Башкиров, ur. 27 listopada 1920 we wsi Lemieszki (późniejsza miejscowość Orgtrud w obwodzie włodzimierskim), zm. 27 lipca 1991 w Czernihowie) – radziecki lotnik wojskowy, pułkownik, Bohater Związku Radzieckiego (1944).

## Życiorys
Urodził się w rodzinie robotniczej. Skończył niepełną szkołę średnią i szkołę fabryczno-zawodową, pracował jako tokarz w fabryce, w 1939 ukończył aeroklub we Włodzimierzu. W 1940 został powołany do Armii Czerwonej, w 1941 ukończył wojskową lotniczą szkołę pilotów w Stalingradzie, od września 1941 uczestniczył w wojnie z Niemcami. Walczył na Froncie Zachodnim, Centralnym i 1 Białoruskim, brał udział m.in. w bitwie na łuku kurskim, w której się szczególnie wyróżnił jako pomocnik dowódcy 519 pułku lotnictwa myśliwskiego 283 Dywizji Lotnictwa Myśliwskiego 16 Armii Powietrznej w stopniu starszego porucznika. Do grudnia 1943 wykonał 233 loty bojowe i stoczył 31 walk powietrznych, w których strącił 14 samolotów wroga. Po wojnie kontynuował służbę w siłach powietrznych, w 1960 został zwolniony do rezerwy w stopniu pułkownika. Był zastępcą przewodniczącego obwodowego komitetu DOSAAF w Czernihowie, poza tym pracował społecznie i spotykał się z młodzieżą.

## Odznaczenia
- Złota Gwiazda Bohatera Związku Radzieckiego (4 lutego 1944[1])
- Order Lenina
- Order Czerwonego Sztandaru (trzykrotnie)
- Order Aleksandra Newskiego
- Order Wojny Ojczyźnianej I klasy
- Order Wojny Ojczyźnianej II klasy
- Order Czerwonej Gwiazdy (dwukrotnie)

I medale.